# 포츠카 폴스카
포츠카 폴스카(폴란드어: Poczta Polska)는 폴란드의 국가 우편 행정국으로, 1558년에 설립되었다. 바르샤바에 본사가 있다. 폴란드에서 가장 큰 우편물 회사로, 택배, 은행, 보험, 물류 서비스도 제공한다. 디지털 서비스는 인터넷 기반 플랫폼인 엔벨로를 통해 제공한다.